# Mouhamed Sambou
Mouhamed Sambou (aussi orthographié Mohamed Sambou) est un homme politique sénégalais, issu de la diaspora. Il est candidat à l'élection présidentielle sénégalaise de 2024.

## Sitographie
- « Mouhamed Sambou : Nous pensons qu'il urge de rétablir l'équité dans la distribution des ressources financières », En Vedette, no 117,‎ 7 décembre 2021, p. 3 (ISSN 0850-3915)

- « Mohamed Sambou, président du mouvement La Relève : «Pour la Casamance, il y a un problème d’arbitrage des priorités» », sur leral.net

- [vidéo][Production de télévision] « Interview du GMR à iTV », iTV Sénégal (consulté le 19 septembre 2023)

- [vidéo][Production de télévision] « Mouhamed Sambou sur la situation socio-politique du pays, présidentielle 2024 et… », 5 septembre 2003, iTV Sénégal (consulté le 19 septembre 2023)

- [vidéo][Production de télévision] « Mouhamed Sambou: "Le Sénégal a une prolifération des médias donc on peut dire qu'il y'a..." », 5 septembre 2003, iTV Sénégal (consulté le 19 septembre 2023)